# Teletreball

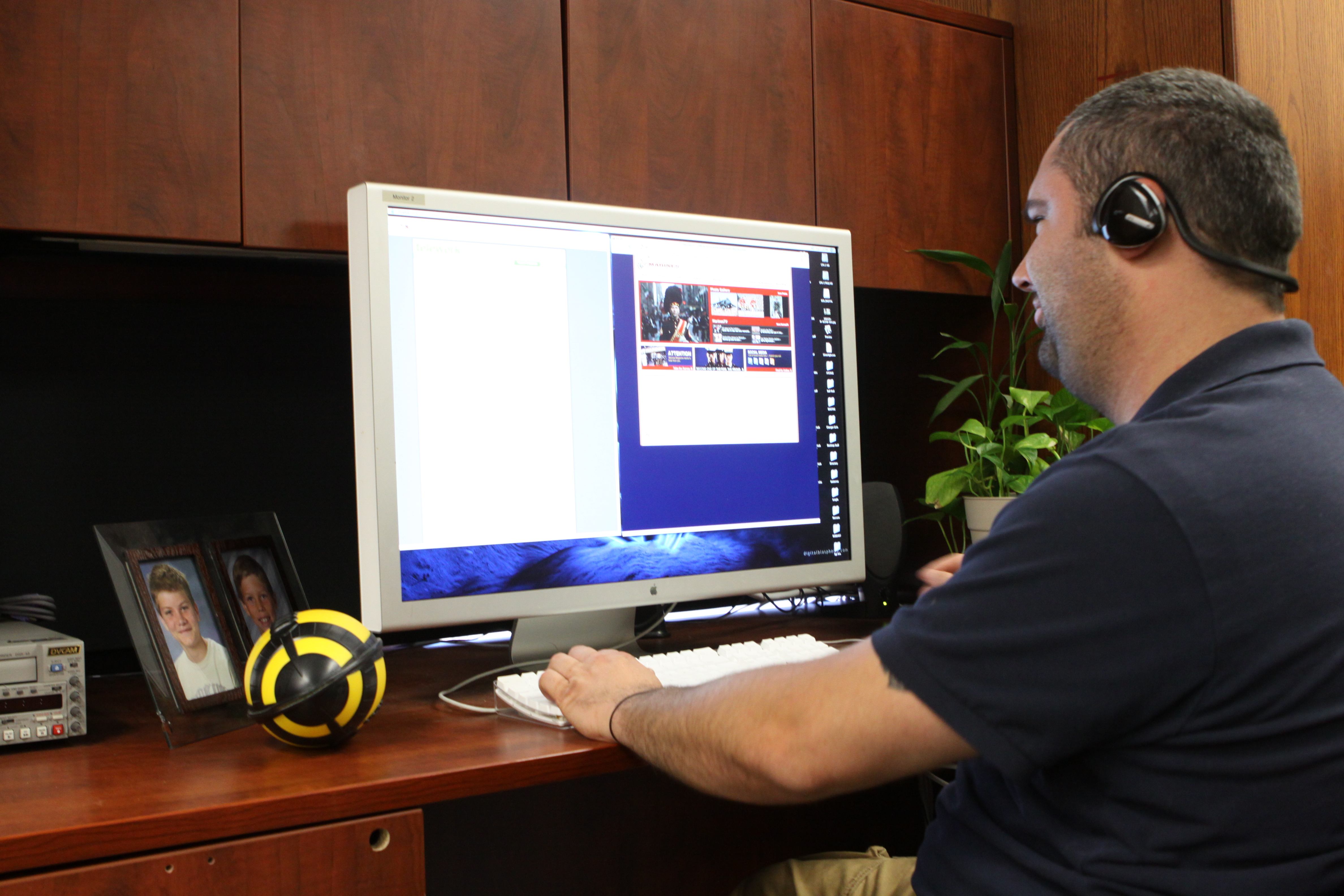
Membre del Cos de Marines dels Estats Units d'Amèrica teletreballant el 2010.

El teletreball o treball a distància és aquell que permet treballar en un lloc diferent de l'oficina. La utilització dels nous mitjans informàtics permet millors comunicacions de forma remota, la qual cosa permet treballar de forma no presencial. El treball es realitza en un lloc allunyat de les oficines centrals o de les instal·lacions de producció, mitjançant la utilització de les noves tecnologies de la comunicació.
És el treball realitzat a distància utilitzant Tecnologies de la Informació i la Comunicació (més conegudes com a Tics) per vendre productes i serveis al món. El concepte “a distància” significa que es pot treballar des de la seva casa, la d'un familiar o amic, un hotel, un restaurant, un ómnibus, un acte, un ciber o qualsevol altre lloc. Les Tics necessàries per a aquestes tasques són bàsicament PC, Internet, cel·lular, telèfon i càmera digital, entre d'altres. Dins d'Internet s'engloba principalment la navegació web i el correu electrònic. I, segons el cas, blogs, llocs web, programari de traducció, missatgeria instantània (xat) i telefonia IP (voIP). Per això, una definició curta i ràpida de Teletreball és: “Teletreball és el treball a distància usant Internet”.

## Descripció
Moltes de les tasques que s'executen en una oficina no requereixen la presència del treballador en el seu lloc i poden ser realitzades a distància utilitzant Tecnologies de la Informació i la Comunicació (més conegudes com a TIC). D'aquesta manera es disminueixen els temps de desplaçament i es redueixen els temps morts sense tasques que realitzar. També planteja una nova planificació del treball; d'hores d'oficina a hores dedicades al treball.
Les TIC permeten processar la informació per al treball. En aquestes es pot englobar la computadora, el fax, el telèfon mòbil, el mateix Internet (correu electrònic, xat, veu per IP i videoconferència), etc.
El treball pot ser exercit en una casa, en un centre de cotreball, en un hotel, en un restaurant, en un autobus, en un cotxe, en un cibercafè o en qualsevol altre lloc. El teletreball també és una excel·lent opció per a persones amb algun tipus de limitació que no poden transportar-se físicament a la seva àrea de treball, i per a les persones que viuen en països diferents del del seu treball.
Avui, el teletreballador té accés a bases de dades, a reunions virtuals i transferència d'informació, la qual cosa li permet prendre decisions en temps real, maximitzant la seva eficiència dins dels processos productius.

## Elements
És necessari destacar que l'ús de les tecnologies de la informació no ha estat aliena a altres modalitats de treball que es realitzen a distància. Això fa necessari la caracterització dels límits que contribueixen a modelar la idea de teletreball, segons Miguel Peguera Poch; Albert Agustinoy Guilayn i uns altres podem trobar la següent tríade d'elements:
1. "El teletreball es refereix a treball que es realitza fora del lloc normal de treball”, la qual cosa implica que el treballador no es troba físicament vinculat al seu centre de treball en la totalitat del temps que compleix amb les seves obligacions contractuals.
2. "El teletreball es refereix al treball que implica l'ús de les TIC”, la “presència” del treballador en el procés productiu es realitza mitjançant l'ús i suport de les Tecnologies de la Informació.
3. "El teletreball refereix a treball que s'organitza de manera diferent”, aquest element ajuda a diferenciar el teletreball d'altres sistemes d'ocupació, encara quan compleixin amb les variables anteriors. Com ha estat referit, existeixen labors que es realitzen fora de centres de treballs específics i amb suports de les tecnologies de la informació; no obstant això, el teletreball modifica l'organització i els mètodes amb els quals tradicionalment interactuava el treballador en el seu lloc de treball i amb l'empresa. Tal migració, en termes físics, no és una sostracció del treballador del seu ambient laboral per obligar-ho a adoptar models negocis basats en SOHO (Small Office, Home Office/ etita oficina, oficina a casa).

## Diferències amb el treball habitual
Permet treballar des de qualsevol lloc (no disposa un lloc fix de treball). Permet treballar a qualsevol moment (no requereix un horari fix de treball).S'utilitzen sempre les TIC com recolzo en
la majoria dels casos no es tenen caps. En la majoria dels casos no es coneix personalment als ocupadors o clients.

## El teletreball en l'empresa
Els sistemes de connexió remots, les millores de les comunicacions, el canvi de mentalitat de moltes empreses que comencen a veure el teletreball com un estalvi de costos, així com la percepció que tenen molts empleats d'aquesta modalitat, són alguns dels factors que estan propiciant l'avanç d'aquesta forma de treball.

## Avantatges
Aquests són alguns dels avantatges del teletreball

### Per al treballador
- Major autonomia, flexibilitat i mobilitat
- Augment de la productivitat
- Més oportunitats laborals
- Major especialització
- Més vida familiar
- Millor integració laboral de persones amb discapacitat
- Més unificació familiar d'objectius
- Possibilitat de combinar el treball professional amb les tasques domèstiques
- Menys estrès
- Menys desplaçaments, evitant o reduint els moviments pendulars (més respecte al medi ambient)
- Elecció personal de l'entorn de treball
- Afavoreix l'accés a la formació (per mitjà de la teleformació), amb l'avantatge afegit que s'aprèn a través del mitjà amb què es va a treballar.
- Més temps lliure, millor rendiment que en l'oficina, horari flexible, millor qualitat de vida.
- Eina útil per millorar l'exercici de qualsevol professió, desvinculada del lloc i de l'horari, adaptant el treball a la vida i no la vida al treball, i substituint "obligació" per "responsabilitat“
- Modalitat més racional de treball, permet recuperar la professionalitat i l'especialització en el treball autònom i independent.[7]
- Ser "el seu propi cap". Els teletreballadors exerciran les seves funcions sense moure's de casa disposant i organitzant el seu temps, amb el que podran realitzar-se en altres camps (familiar, aficions, relacions...). També és possible el desenvolupament de l'activitat professional en altres llocs, no necessàriament la llar

### Per a l'empresa
- Menys problemes de convivència entre empleats
- Major productivitat a causa de la implantació del treball per objectius
- Menor cost per producció
- Menor necessitat d'equipament
- Més accés a professionals d'alt nivell
- Eliminació de control horari
- Millora de terminis de lliurament
- Possibilitat de modificar horaris de treball
- Eliminació de l'absentisme laboral
- Implementació de les noves tecnologies de la informació, ja que l'empresa que contracta teletreballadors està obligada a disposar d'equips adequats per poder realitzar un treball àgil.
- Reducció de costos: la creació d'un lloc de teletreball resulta un 50% més barat que un lloc presencial.
- Facilitat d'expansió geogràfica
- Creixement sense canvis estructurals
- Millor aprofitament dels llocs de treball, que poden ser compartits per diferents treballadors.

### Estat - Societat
- Possibilitat d'implementar polítiques públiques per aprofitar els cicles del Bo Demogràfic.
- Menor contaminació en disminuir el trasllat de treballadors des de les seves cases als seus llocs de treball presencial.
- Menys problemes de circulació en disminuir-se els trasllats o fer-se en hores menys congestionades.
- Menys accidents de trànsit amb la consegüent reducció d'indemnitzacions de companyies d'assegurances i/o lesions físiques.
- Menor dependència del petroli per a economies que tenen una gran dependència d'aquesta font d'energia.

## Desavantatges
Els desavantatges del teletreball poden resumir-se en la falta d'ambient laboral i disminució de relacions socials que també pot repercutir en conflictes familiars, ja que es difuminen les barreres entre treball i família.
- No hi ha separació entre el treball i la vida familiar o l'oci.
- És un mètode de treball molt solitari, que pot repercutir en el rendiment del treballador, ja que aquest no pot consultar amb altres col·legues, almenys no en persona, com està evolucionant el seu treball.
- En l'àmbit d'empresa, es difuminen les jerarquies fins al punt de desaparèixer, ja que el treballador sol tenir contacte directe únicament amb un cap.

### Per al treballador
- L'ambient en el qual el treballador labora pot no ser el més apte per a la realització de les seves activitats.
- Pot provocar el sedentarisme.
- Pot augmentar conflictes o distraccions dins del nucli familiar.
- Perduda de col·laboració i relacions personals amb altres treballadors de la seva àrea.
- Algunes vegades horaris il·limitats, inclosos els caps de setmana.
- Algunes persones poden sentir-se aïllades o solitàries a causa del poc o nul contacte social amb companys de treball o altres éssers humans aliens a la família.

### Per a l'empresa
- Sol haver-hi pèrdua de jerarquies, encara que aquest fet no té per què constituir un desavantatge sinó que pot aportar major agilitat a l'empresa en la seva presa de decisions.
- Les compensacions monetàries poden excedir el cost total del treballador a temps complet en l'oficina o magatzem.
- Es poden crear conflictes derivats de la lleialtat dels teletreballadors quan accedeixin als bancs de dades de la companyia.
- Es dona una menor identificació del treballador amb l'empresa.
- L'aïllament físic produeix una menor socialització i participació del treballador.

### Estat - Societat
- La societat se subsumeix en relacions interpersonals distants i superficials.
- No tots els treballadors tenen accés o manegen les tecnologies de la informació.
- Es resta eficàcia a la normativa referida a condicions i medi ambient del treball.